# Chalmecacihuatl
Chalmecacihuatl, en la mitología azteca, es una diosa del mundo subterráneo (Mictlan), y del sacrificio, diosa de las plagas y la peste.